# سد میبورو
سد میبورو در دهکده شیراکاوا واقع در استان گیفو ژاپن، بر روی رودخانه شو احداث شده‌است.
این سد یک نیروگاه برق آبی ۲۵۶ مگاواتی را به کار می‌اندازد و در بین ۹ سدی که بر روی رودخانه شو قرار دارند، در بالادست‌ترین نقطه آن قرار دارد.
این سد چندین روستا و زیارتگاه را زیر آب گرفت و آن‌ها را به‌طور کامل زیر آب برد اما دو درخت گیلاس از یکی از زیارتگاه‌های غوطه ور شده برداشته شد و در شیراکاواگو کاشته شد؛ جایی که گفته می‌شود هر گلبرگ این درختان، نشان خاطره‌ای از شخصی است که قبل از زیر آب رفتن، در روستاها زندگی می‌کرد.
با طراحی سد قرار بود بیش از ۲۰۰ خانه از جمله خانه‌های سنتی مینکا زیر آب برود و حدود ۱۲۰۰ نفر مجبور به جابجایی شدند، بنابراین ساکنان این منطقه با طرح ساخت سد و برنامه‌ریزی زیر آب رفتن آن به شدت مخالفت کردند. در سال ۱۹۶۱ تمام سازه‌ها زیر آب رفت و سد تکمیل شد.

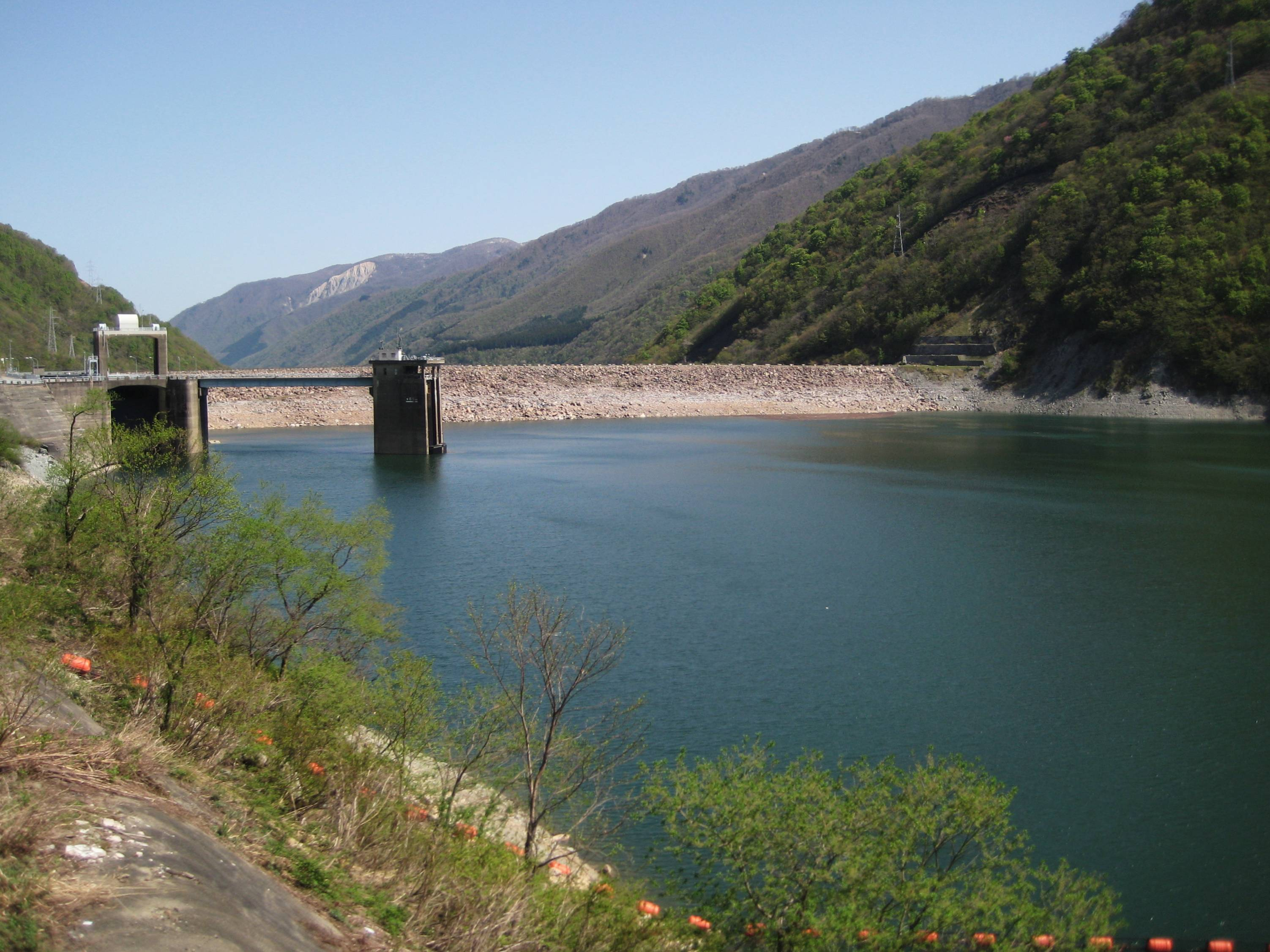
سد میبورو